# Mesolimulus
Mesolimulus is een geslacht van degenkrabben, dat leefde van het Jura tot het Krijt.

## Beschrijving
De carapax van deze 12 cm lange degenkrab was hoefijzervormig en glad, met daarbovenop een centraal gelegen kam. De ver uit elkaar staande kleine ogen lagen juist buiten de zijkammen. Het segmentloze achterlijf bevatte beiderzijds elk 6 korte stekels langs de zijrand. De carapax en het achterlijf konden onderling scharnieren. Verder bezat het dier een lange flexibele, degenvormige staartstekel.